# 早苗ネネ
早苗 ネネ（さなえ ネネ、1950年6月15日 - ）は、日本の歌手、作曲家、エコロジスト、政治家。岡山県浅口市議会議員（1期）。旧芸名は梢ネネ、筑紫恵子。本名はオクランド早苗（Okerlund Sanae）、旧姓は田熊、高橋。
東京都世田谷区出身。1968年から1972年にかけてポップデュオじゅん&ネネで活動。

## 略歴
- 1962年（昭和37年） : 日本テレビのオーディション番組（ホイホイミュージックスクール）に応募し、自作を歌って合格。合格の権利として渡辺プロダクションの奨学金を得て東京音楽学学院に入学。週3回ダンス、発声、唄のレッスンを受けるようになる。
- 1964年（昭和39年） : スクールメイツ一期生になる。半年後、同番組に合格した布施孝子とコンビを組みビクターレコードよりクッキーズとしてデビュー曲『可愛い花』をリリース。フジテレビのヒット番組『ザ・ヒットパレード』で準レギュラーとしてテレビデビュー。その後、ジャズ喫茶の新宿アシベ、池袋ドラム、上野テネシー、新宿ラセーヌなどにグループサウンズの伴バンド歌手として出演。日劇ウエスタンカーニバル出演。
- 1967年（昭和42年） : 駒沢学園女子高等学校を2年で休学。渡辺プロダクションが経営する音楽ラウンジ「メイツ」にレギュラー出演。メイツの音楽監督を担当していた作曲家である平尾昌章のプロデュースにより渡辺プロから大野プロに移り、｢じゅん＆ネネ｣として、翌1968年（昭和43年）に キングレコードより再デビュー。デビュー曲の『愛するってこわい』がヒットする（1968年7月1日発売、オリコン13位）。衣装デザインはコシノジュンコ、キャッチコピーは「愛の妖精」。同時期、ヤマハのポピュラーソングコンテストに、田熊早苗の本名で自作楽曲を3曲応募[注釈 2]。高木麻早アルバム収録。
- 1972年（昭和47年） : ｢じゅん＆ネネ｣解散と同時に単身渡英、現地で知り合った日本人ミュージシャンと結婚[5]。
- 1975年（昭和50年） : 東芝EMIより高橋英介とのユニットをアマテラスと命名、『AMTERAS NEW』をリリース。これ以降、名前はネネを使わずに本名の高橋早苗を使用した。
- 1979年（昭和54年） : ワーナーブラザースパイオニアより新たにグループを加えて「JABB」と名乗りアルバムをリリース。ロックポップグループとしてリッチーブラックモア&レインボウ日本ツアーのオープニング・アクトを務める。
- 1982年（昭和57年） : ポリドール・レコードより「英介」と「早苗」のイニシャルをとって、「ES ISLAND」のグループ名で『FANNY INSPRATION FROM SOLAR MUSIC』をリリース。アルバムの中から『テクテクマミー』が、細野晴臣プロデュースでシングルリリースされNHK『みんなのうた』でも放送された。
- 1983年（昭和58年） : 東京ディズニーランドのオープンに伴い、バンドオーディションを受け合格。多数の募集バンドから2バンドが採用され、「トモロウランドステージ」での1年間出演契約が交わされた。
- 1987年（昭和62年） : ロックバンド特有の暴力的な電気音やドラムマシーンの音に神経が疲れて次第にゆったりとしたリズムやアコースティックな自然音に惹かれるようになってゆき、自然の中で暮らしたいと生活の場を東京都八丈島に移す。移住後、『ソーラー・ミュージック・2』を自主製作したが、公に発表することは無かった。その後、スターアイランドレコードよりアルバム『南風 FROM 八丈』をリリース。
- 1988年（昭和63年） : 八ヶ岳で行われた『いのちの祭り』に連動参加。「地球の未来に愛の波動を送ろう」というフレーズの元に、8月8日の朝の8時から夜の8時まで八丈太鼓をノンストップでたたき続ける太鼓マラソンを八丈島の有志に呼びかけ開催。このイベントは、ネネが八丈島を出るまでの10年間、毎年8月8日に行われた。
- 1989年（平成元年） : 無投票当選を危惧し、自らの意思で八丈島町長選に立候補し、島の自然環境保護などを訴えた。結果は落選。
- 1994年（平成6年） : 東京都立八丈高等学校定時制普通科に入学。、同年離婚[5]、1998年卒業。
- 1998年（平成10年） : 八丈高等学校卒業と同時にハワイ大学分校、ハワイ留学センターマウイ・コミュニティーカレッジに留学。
- 2000年（平成12年） : 広島県宮島にて行われた｢世界聖なる音楽祭｣にマウイ島よりエントリー、早苗ネネとして日本での歌手活動を再開した。2014年現在は、「和歌うた[注釈 1]」のアルバムを自主制作。芸能界とは異なる草の根の音楽家として活動。主に、神社・仏閣などで「和歌うたコンサート」を展開中。
- 2001年（平成13年） : 日本に帰って自分のライフワークとして「和歌うた」を歌うことを決心する。集客方法は、あくまでも口コミ。名もない土地の喫茶店など、聞き手が見える範囲での活動を基本として、日本全国を行脚。
- 2002年（平成14年）3月 : 森鷗外記念事業の一環として北九州市が主催した自分史文学賞に半生を記した『熟女少女』を応募、佳作入賞。後に初の著書として出版される（早苗NENE名義）。
- 2003年（平成15年）12月 : TBS特番『あの人は今!? 夢の紅白歌合戦』にデュオとして31年ぶりに出演。これを機にデュオ活動を再開する。
- 2011年（平成23年） : 「和歌うた」の商標登録獲得、新しい日本の音楽ジャンルとしての「和歌うた」を位置付ける。
- 2012年（平成24年） 2月 : 岡山県浅口市に移住。
- 2013年（平成25年） : ハワイで知り合ったドイツ人ミュージシャンと3度目の結婚（最初の離婚の後、ハワイへ留学した際、マウイ島で再婚と2回目の離婚）[6]。夫は普段はハワイにいることが多い[6]。
- 2015年（平成27年） : アルバム『和歌うた 京都高台寺 北政所ねねさまに捧げる三十六歌仙』制作発表、同時期に高台寺にてコンサート。
- 2016年（平成28年） : アルバム『和歌うた 小倉百人一首』を制作発表。16年の歳月を経て全ての和歌に作曲、完成に至った。
- 2017年（平成29年）1月 : 高台寺 礼拝聴聞室「利生堂」落慶記念事業にて和歌うたコンサート、同年秋、百首メロディ達成記念コンサートを東京ホテルニューオータニにて開催。
- 2022年（令和４年）
  - 4月10日 : 浅口市議会議員選挙告示、無所属として立候補届け出[2]。
  - 4月17日 : 浅口市議会議員選挙投開票、初当選（1052票、16人中10位）[4]。
  - 4月23日 : 浅口市議会議員（1期）就任[3]。

## 執筆活動
- 2000年、森鴎外記念事業受賞、学習研究社より受賞作「熟女少女」刊行
- 山陽新聞朝刊にて、2017年4月より3ヶ月間「花のいろは」というタイトルでエッセイ連載
- 現在、ウェブマガジン横浜NOWにて和歌うたコラム連載中
- ナチュラル出版、スターピープルなどに随想多数。

## 著作
- 『熟年少女』 学習研究社、2002年3月。ISBN 978-4054015937。

## 楽曲提供作品
- 浅香唯
  - サヨナラDecember（作詞・作曲） ※高橋早苗名義

## ディスコグラフィー

### アルバム
1. 和歌うた 花のいろは（2004年）
2. サヨナラ戦争（2006年）
3. リアルファンタジー（2006年）
4. 和歌うた 京都高台寺 北政所ねねさまに捧げる三十六歌仙（2015年）
5. 和歌うた 小倉百人一首（2016年）

## 関係人物
- 藤井風 : 大ブレークすると予言した相手[7]。